# Marble (Carolina del Norte)
Marble es un lugar designado por el censo ubicado en el condado de Cherokee en el estado estadounidense de Carolina del Norte. La localidad en el año 2010, tenía una población de 321 habitantes.

## Geografía
Marble se encuentra ubicado en las coordenadas 35°10′27.59″N 83°55′29.91″O / 35.1743306, -83.9249750.